# Гавр — Комартен (станция метро)
Гавр — Комартен (фр. Havre – Caumartin) — пересадочный узел линий 3 и 9 Парижского метрополитена. Назван по бульвару Комартен и городу Гавр.
Данный пересадочный узел объединён коридорами с другими станциями метро и RER. Непосредственно напрямую можно перейти на две линии RER: A и E, а через них — на пересадочные узлы Опера и Сен-Лазар. 

## История
- Первым в составе пересадочного узла открылся зал линии 3, это произошло 19 октября 1904 года в составе её первого участка Вилье — Пер Лашез. Зал линии 9 открылся 3 июня 1923 года на участке Сент-Огюстен — Шоссе д'Антен — Лафайет.
- Пассажиропоток по входу в 2011 году, по данным RATP, составил 8 343 415 человек[2]. В 2013 году он снизился и составил 7 899 688 человек (31 место среди всех станций Парижского метрополитена)[3].

## Галерея

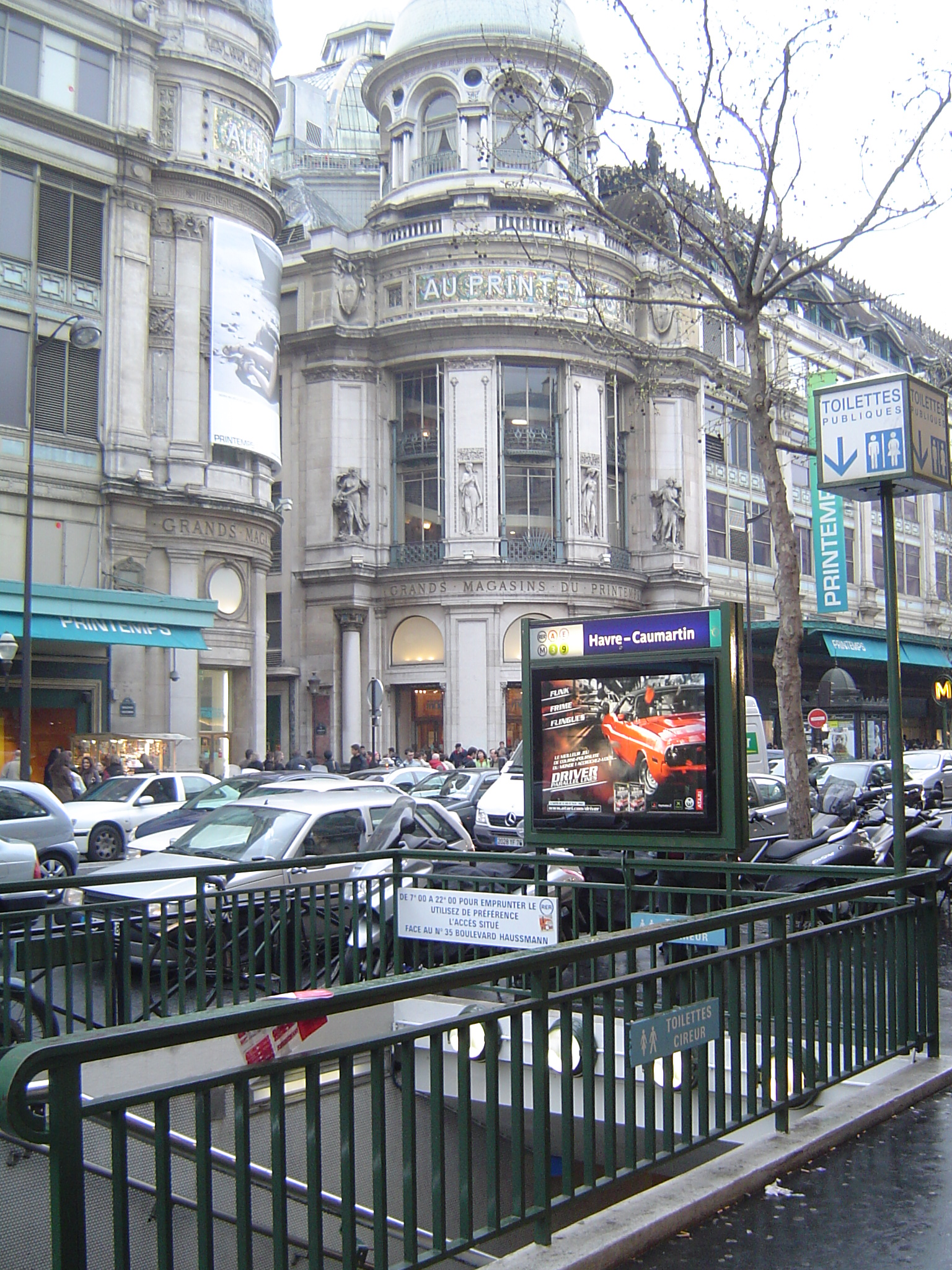
Лестничный сход
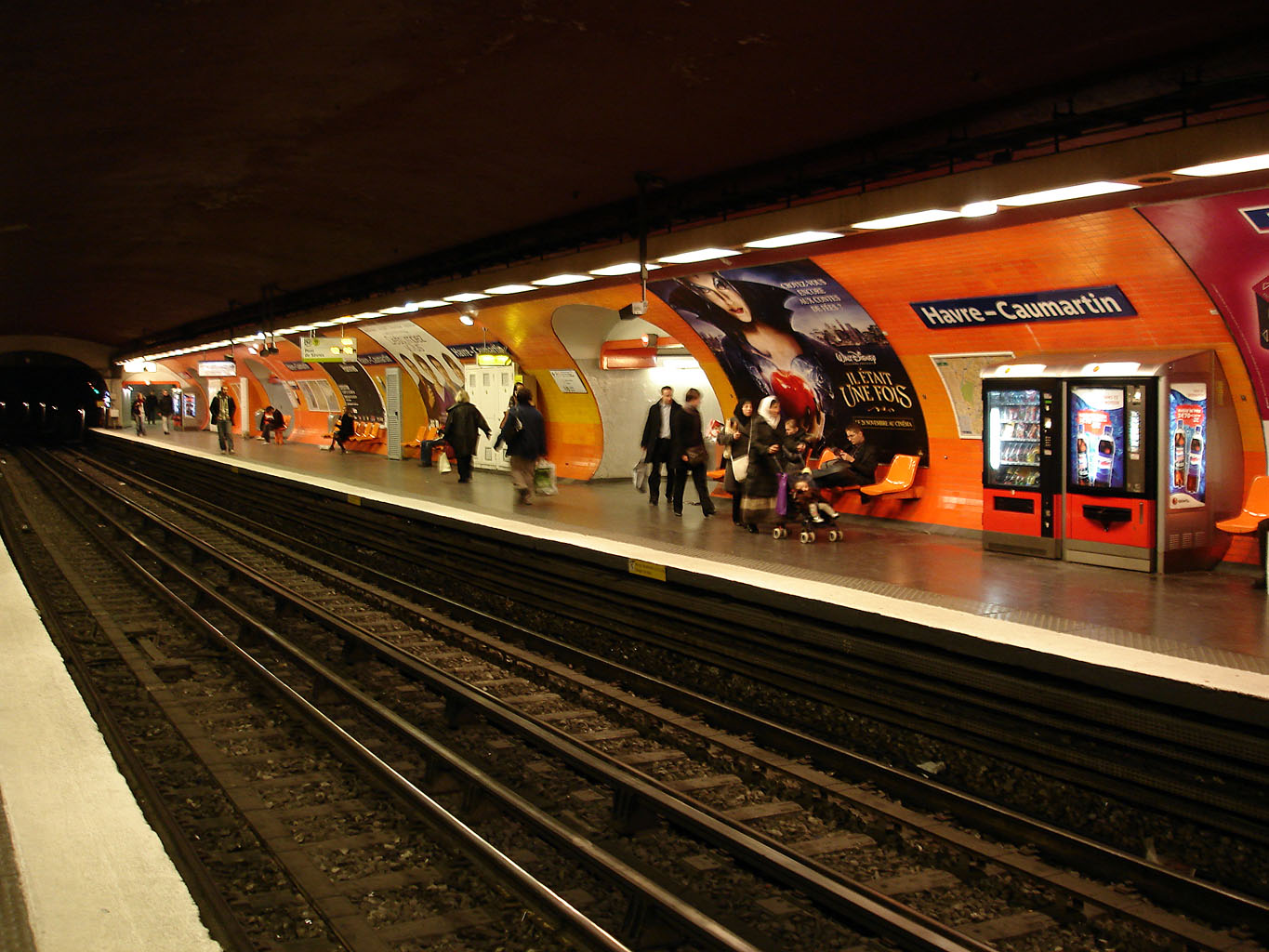
Зал линии 9